# Isidoro de Cárax
Isidoro de Cárax (gr.,  Ἰσίδωρος ὁ Χαρακηνός; lat., Isidorus Characenus) fue un geógrafo que vivió entre el siglo I a. C. y el siglo I d. C., y del que han quedado una obra y algunos fragmentos.
Poco se sabe de Isidoro. Su nombre indica que era originario de Cárax, capital del reino de Caracene, en el Imperio Parto. Isidoro era griego por su cultura y su lengua, no obstante su lugar de origen. Conocía el arameo, idioma de la región.
Según Michael Grant, Cárax se encuentra en una elevación artificial entre el Tigris y el Coaspes (actualmente río Karkheh), en el punto donde ambos se unen cerca del Golfo Pérsico
.
Plinio destaca la autoridad geográfica de Isidoro y lo menciona junto a escritores como Artemidoro de Éfeso. Las citas permiten colegir una cierta notoriedad de Isidoro en geografía y topografía en el mundo grecorromano.

## Obras
A Isidoro se lo conoce por haber escrito:
- Etapas párticas o Periégesis de Partia (gr., Σταθμοὶ Παρθικοί; lat., Mansiones Parthicae) que quizás formara parte de una obra mayor denominada Descripción geográfica de Partia (Τὸ τῆς Παρθίας περιηγητικόν). En esa obra describía el recorrido de las caravanas en su tránsito desde Siria a la India.
- Otra obra geográfica de carácter más general denominada probablemente Periplo por el mundo habitado (gr., Περίπλους τῆς οἰκουμένης), en la que las medidas de las distancias registradas tuvieron mucha importancia para los estudiosos.
- Un fragmento que describe la pesca de perlas en el Golfo Pérsico, que es citado casi literalmente por Ateneo.
- Existen además dos referencias a Isidoro en el Macrobii (gr. Μακρόβιοι ‘Longevos’) supuestamente escrito por el Pseudo Luciano, que menciona a dos longevos reyes orientales citados por Isidoro: Artajerjes, presumiblemente Ardacher I (siglo I a. C.), y Goaisos, rey de Omán[3]

## Etapas párticasoPeriégesis de Partia
Según Plinio (Historia Natural 6.31),  Isidoro fue comisionado por Augusto para redactar una “descripción del mundo”, reuniendo toda la información necesaria antes de la partida de su nieto mayor Cayo César a Armenia para tomar el comando en la lucha contra partos y árabes. Plinio se refiere al autor como «Dionisio», pero en otro escrito posterior (Historia Natural vi.141) reconoce el error: el autor es llamado «Isidoro».
La obra habría sido escrita después de 26 a. C. (terminus post quem), pues menciona la revuelta de Tiridates II contra Fraates IV, que ocurrió en ese año, y antes del año 77 d. C. (terminus ante quem), al publicarse la Historia Natural de Plinio, pero obviamente se supone que Isidoro escribió su obra algunos años antes de que Plinio la mencionase en la suya.
La topografía de Isidoro tiene antecesores bastante antiguos. En su Pérsica, descripción de la ruta real de los persas (obra perdida pero reconstruida por el epítome de Focio y las citas de Diodoro Sículo y Plutarco), Ctesias proveyó la lista de estaciones desde Éfeso hasta Bactria, luego tomadas por Isidoro para la Ruta de los Partos. Asimismo se valió de los medidores de distancias, o topógrafos, de Alejandro: Betón, Amintas, Filón de Quersoneso y Diogneto. Seleuco I Nicátor habría acompañado a los topógrafos en sus exploraciones.
Según la opinión compartida por la mayoría de los autores, la fuente principal de Isidoro sería un documento de origen parto que dataría de fines del siglo III a. C. El origen netamente arameo de algunos topónimos y otras particularidades, invitan a pensar que tuvo a su disposición tales documentos, e incluso se valió de informes verbales de comerciantes en su ciudad, Cárax, o en localidades vecinas. No obstante, no se descarta que Isidoro haya recorrido personalmente partes del itinerario que describe.
Si se considera que Isidoro partió de Antioquía en Siria, sólo después de franquear el Éufrates en Osroene comenzarían las “Etapas párticas” propiamente dichas. El trayecto se divide en 19 grandes regiones. Isidoro mide las distancias en esquenos, unidad de medida que equivale a 30 estadios, aunque existen discrepancias según los autores y regiones,variando las opiniones entre los 30 y 40 estadios.
La descripción de la parte oriental de la ruta es mucho más sucinta y no presenta las estaciones individualmente, sino que va de una provincia a otra, señalando la distancia entre ambas y dando una información sumaria del número de ciudades, pueblos y estaciones. Se remite mayormente a la ruta usada en los tiempos asirios y aqueménidas. Esto podría explicarse porque para las partes perdidas del texto original y hacer el epítome, se acudió a otras fuentes, o fue hecho por una persona diferente a quien esas zonas no le parecían relevantes.